# Đảng Cộng sản Azerbaijan
Đảng Cộng sản Azerbaijan (tiếng Azerbaijani: Azərbaycan Kommunist Partiyası; tiếng Nga: Коммунистическая партия Азербайджана) là đảng phái chính trị cầm quyền ở nước Cộng hòa Xã hội chủ nghĩa Xô viết Azerbaijan, biến nó thành một đảng trực thuộc của Đảng Cộng sản Liên Xô. Nó được thành lập vào ngày 20 tháng 2 năm 1920, khi Đảng Hummat, Đảng Adalat, Đảng Ahrar của Iran và Đảng Baku Bolshevik hợp thành nên Đảng Cộng sản Azerbaijan. Vào ngày 1 tháng 4 cùng năm, Nội các Bộ trưởng thứ năm của Cộng hòa Dân chủ Azerbaijan đã từ chức và trao quyền lực cho Đảng Cộng sản Azerbaijan. Đảng này đã lãnh đạo Azerbaijan Xô viết cho đến ngày 16 tháng 9 năm 1991 khi nó chính thức tan rã. Tuy nhiên, các cựu lãnh đạo và thành viên của những người cộng sản tiếp tục đóng một vai trò trong hệ thống chính trị dựa trên gia đình và bảo trợ. Đảng Cộng sản Azerbaijan đã giành chiến thắng trong cuộc bầu cử Xô viết Tối cao đa đảng đầu tiên ở Azerbaijan diễn ra vào ngày 30 tháng 9 và ngày 14 tháng 10 năm 1990, đảng giành được 280 trên tổng số 360 ghế.

## Bí thư thứ nhất Đảng Cộng sản Azerbaijan[1]
| STT. | Tên                  | Nhậm chức               | Hết nhiệm kì         |
| ---- | -------------------- | ----------------------- | -------------------- |
| 1    | Mirza Davud Huseynov | 12 tháng 2 năm 1920     | 23 tháng 10 năm 1920 |
| 2    | Grigory Kaminsky     | 23 tháng 10 năm 1920    | Tháng 7 năm 1921     |
| 3    | Sergei Kirov         | Tháng 7 năm 1921        | Tháng 1 năm 1926     |
| 4    | Levon Mirzoyan       | Tháng 1 năm 1926        | Tháng 8 năm 1929     |
| 5    | Nikolay Gikalo       | Tháng 8 năm 1929        | Tháng 6 năm 1930     |
| 6    | Vladimir Polonsky    | Tháng 6 năm 1930        | Tháng 11 năm 1933    |
| 7    | Rubenov (Mkrtchyan)  | Ngày 1 tháng 1 năm 1933 | 12 tháng 12 năm 1933 |
| 8    | Mir Jafar Baghirov   | Tháng 11 năm 1933       | Tháng 7 năm 1953     |
| 9    | Mir Teymur Yaqubov   | Tháng 7 năm 1953        | Tháng 2 năm 1954     |
| 10   | Imam Mustafayev      | 7 tháng 2 năm 1954      | 12 tháng 6 năm 1959  |
| 11   | Veli Akhundov        | 11 tháng 7 năm 1959     | 14 tháng 7 năm 1969  |
| 12   | Heydar Aliyev        | 14 tháng 7 năm 1969     | 3 tháng 12 năm 1982  |
| 13   | Kamran Baghirov      | 3 tháng 12 năm 1982     | 21 tháng 5 năm 1988  |
| 14   | Abdulrahman Vezirov  | 21 tháng 5 năm 1988     | 20 tháng 1 năm 1990  |
| 15   | Ayaz Mütallibov      | 24 tháng 1 năm 1990     | 16 tháng 9 năm 1991  |